# Джордж Смут
Джордж Фі́цжеральд Смут третій (англ. George Fitzgerald Smoot III; нар. 20 лютого 1945, Юкон, Флорида, США) — американський астрофізик і космолог, лауреат Нобелівської премії з фізики 2006 року (Спільно з Джоном Матером) «за відкриття анізотропії і чорнотільної структури енергетичного спектру космічного фонового випромінювання».
Є професором фізики в Каліфорнійському університеті в Берклі. Його роботи з реліктового випромінювання підтвердили теорію великого вибуху.

## Біографія

### Освіта і перші дослідження
До приходу в МТІ Смут вивчав математику, але потім, у 1966 році, Отримав подвійну ступінь бакалавра з фізики та математики. У 1970 році став доктором в області фізики елементарних частинок. Потім він перемкнувся на космологію і перейшов в національну лабораторію Лоуренса в Берклі, де співпрацював з Луїсом Альваресом в експерименті HAPPE, в якому за допомогою стратосферної повітряної кулі робилася спроба виявлення антиматерії у верхніх шарах атмосфери Землі, наявність якої передбачала тепер відкинута стаціонарна модель Всесвіту.
Потім Смут зайнявся вивченням реліктового випромінювання, відкритого Арно Пензіасом і Робертом Вільсоном. У той час питання про структуру всесвіту залишалося невирішеним. Певні моделі передбачали, що Всесвіт повинен обертатися, що повинно було б виражатися в залежності температури реліктового випромінювання від напрямку спостереження. За допомогою Альвареса і Річарда Мюллера, Смут розробив диференціальний радіометр, який міг вимірювати різницю температур реліктового випромінювання між двома напрямками, рознесеними на 60 градусів. Цей інструмент, закріплений на літаку Локгід U-2, допоміг встановити, що повна швидкість обертання Всесвіту дорівнювала нулю (в межах точності вимірювання приладу). Прилад також зареєстрував зміну температури реліктового випромінювання у вигляді диполя, що було інтерпретовано як наслідок доплерівського ефекту через рух Землі відносно поверхні, яка випромінює реліктове випромінювання, так званої поверхні останнього розсіювання. Такий доплерів ефект виникає через те, що Сонце (як і весь Чумацький Шлях) не нерухоме, а рухається зі швидкістю приблизно 600 км/с по відношенню до поверхні останнього розсіювання. Цей рух викликано швидше за все гравітаційним притяганням між нашою галактикою і деякими скупченнями мас — Великими атракторами
Хоча Смут навчався в МТІ, він не був тим Смутом, який виміряв довжину Гарвардського мосту між Кембриджем і Бостоном в одиницях довжини свого тіла (смутах). То був його двоюрідний брат Олівер Смут.

### Недавні дослідження
Після COBE Смут брав участь в іншому експерименті за участю стратостата — Millimeter Anisotropy eXperiment IMaging Array, який мав покращену кутову роздільну здатність порівняно з COBE, і вдосконалив вимірювання анізотропії ХМБ. Смут продовжив спостереження та аналіз ХМБ і був співавтором супутника Planck третього покоління для спостережень анізотропії ХМБ. Він також є співавтором проекту Supernova/Acceleration Probe, супутника, який пропонується використовувати для вимірювання властивостей темної енергії. Він також допомагав аналізувати дані космічного телескопа «Спітцер» у зв'язку з вимірюванням далекого інфрачервоного фонового випромінювання. Смут також був лідером групи, яка запустила «Михайло Ломоносов» 28 квітня 2016 року.
Міккі Гарт вважає Смута натхненником альбому Mysterium Tremendum, який частково базується на «звуках», що можуть бути вилучені з фонової сигнатури Великого вибуху.
Станом на вересень 2019 року Смут працює науковцем зі штучного інтелекту у Фонді GTA, який займається зберіганням даних геномного секвенування та використанням їх у наукових дослідженнях.
У листопаді 2020 року він приєднався до Dead Sea Premier на посаді керівника досліджень для розробки передових технологій NUNA для омолоджуючих медичних пристроїв.
У квітні 2021 року він приєднався до компанії Viomi, яка займається розробкою екосистем Xiaomi, як головний науковий співробітник з питань штучного інтелекту.
У січні 2023 року Джордж Фіцджеральд Смут III увійшов до складу Національної ради з науки і технологій при Президентові Республіки Казахстан.

## Цікаві факти
- Знявся в ролі самого себе в 17-му епізоді 2-го сезону серіалу Теорія Великого вибуху.